# Zonopimpla ashmeadi
Zonopimpla ashmeadi är en stekelart som beskrevs av Günther Enderlein 1919. Zonopimpla ashmeadi ingår i släktet Zonopimpla och familjen brokparasitsteklar. Inga underarter finns listade i Catalogue of Life.